# The Falcon and the Snowman
The Falcon and the Snowman (El juego del halcón en España y La traición del halcón en Hispanoamérica) es una película de 1985 dirigida por John Schlesinger y protagonizada por Timothy Hutton, Sean Penn y Pat Hingle.
La película está basada en el libro de Robert Lindsey El halcón y el hombre de la nieve, que está basado en la historia real de los estadounidenses Christopher Boyle y Daulton Lee que fueron protagonistas de una rocambolesca historia de drogas y espionaje a favor de la Unión Soviética. Chris fue llamado el halcón (the falcon en inglés) por su afición a los halcones y Daulton el hombre de la nieve (the snowman en inglés) por su afición a las drogas.

## Argumento
Christopher Boyce es un desorientado joven que viene de buena familia a quien su padre le busca un trabajo en la CIA. Una vez que lo tiene, Chris se da cuenta de las sucias operaciones que encubren los Estados Unidos.
Asqueado por lo que observa, Chris decide como reacción empezar a pasar información secreta a la KGB. Para ello, busca la ayuda de su amigo, Daulton Lee, otro muchacho de buena familia que se suma a la operación para sufragar su adicción a las drogas.

## Reparto
| Actor             | Personaje         |
| ----------------- | ----------------- |
| Timothy Hutton    | Christopher Boyce |
| Sean Penn         | Daulton Lee       |
| Pat Hingle        | Sr. Charlie Boyce |
| Joyce Van Patten  | Sra. Boyce        |
| Rob Reed          | Chico Boyce       |
| Rob Newell        | Chico Boyce       |
| Karen West        | Chica Boyce       |
| Art Camacho       | Chico Boyce       |
| Annie Kozuch      | Chica Boyce       |
| Richard Dysart    | Dr. Lee           |
| Priscilla Pointer | Sra. Lee          |
| Chris Makepeace   | David Lee         |
| Michael Ironside  | Agente del FBI    |

## Producción

### Desarrollo
Los derechos de la película fueron comprados por la Twentieth Century Fox a principios de 1980 y se contrató a John Schlesinger para dirigirlo. Sin embargo, en 1983, Orion Pictures tomó el control para producir el filme en vez de la Fox, que al final no les gustó la idea de hacer una película con dos protagonistas que, en su opinión no iba a gustar a la audiencia americana. Adicionalmente la película iba a contrar con un presupuesto de 12 000 000 de dólares.

### Reparto
Al principio se pensó en Martin Hewitt para hacer Boyce, pero al final se decicidió que Timothy Hutton lo interpretase. Adicionalmente se pensó en reclutar a Jackie Earle Haley para que interpretase a Daulton Lee, pero al final se decidió que Sean Penn lo interpretase.

### Rodaje
Una vez preparado todo, se empezó a filmar la película el 5 de diciembre de 1983. Se rodó en la Ciudad de México, en Cuernavaca y en los estudios Churubuscos, lugares que están en México. Una vez terminado se estrenó la obra cinematográfica en 25 de enero de 1985.

## Recepción
La película tuvo poco éxito en taquilla. En cuanto a la crítica, las opiniones al respecto resultaron ser mixtas.
Hoy en día la película ha sido valorada en portales cinematográficos y por críticos profesionales. En IMDb, con unos 13 000 votos registrados, el filme obtiene una media ponderada de 6,8 sobre 10. En cuanto a Rotten Tomatoes, los más de 5000 votos registrados le dieron allí una valoración media de 3,6 de 5, mientras que los 24 críticos profesionales en el portal le dieron una valoración de 7,3 de 10. También cabe destacar, que en el periódico La Vanguardia los usuarios que dieron su opinión allí le dieron a la película una aprobación del 66 %.